# Panorama (brytyjski tygodnik)
Panorama – tygodnik polonijny, przegląd prasy polskiej i zagranicznej skierowany do polskiej społeczności w Wielkiej Brytanii wydawany przez Fortis Media (UK) Ltd. Czasopismo drukowane jest w języku polskim i skierowane jest do polskiej społeczności w Wielkiej Brytanii. Ukazuje się w każdy czwartek.
Celem tygodnika przedstawianie polskiej społeczności w Wielkiej Brytanii przekroju najciekawszych artykułów z prasy polskiej i zagranicznej. Panorama jest usystematyzowana według działów: społeczeństwo, obyczaje, nauka i technika, styl życia, kobieta, męska rzecz oraz sztuka i kultura..
Tygodnik zawiera również jedyne w Wielkiej Brytanii pismo kierowane dla dzieci – Panoramiś.
Tygodnik Panorama współpracuje z kilkunastoma redakcjami czasopism polskich i polonijnych oraz z redakcjami kilku portali internetowych.